# Béni Mellal
Béni Mellal (in arabo بني ملال‎?, Banī Mallāl; in berbero ⴰⵢⵜ ⵎⵍⵍⴰⵍ, Aït Mellal) è una città del Marocco situata al centro del Paese, capoluogo dell'omonima provincia e della regione del Béni Mellal-Khénifra. Sorge a 625 m s.l.m. in un'oasi ai piedi del Jbel Tassemit (2247 m), fra i rilievi del Medio Atlante e la pianura.

## Geografia fisica

### Territorio

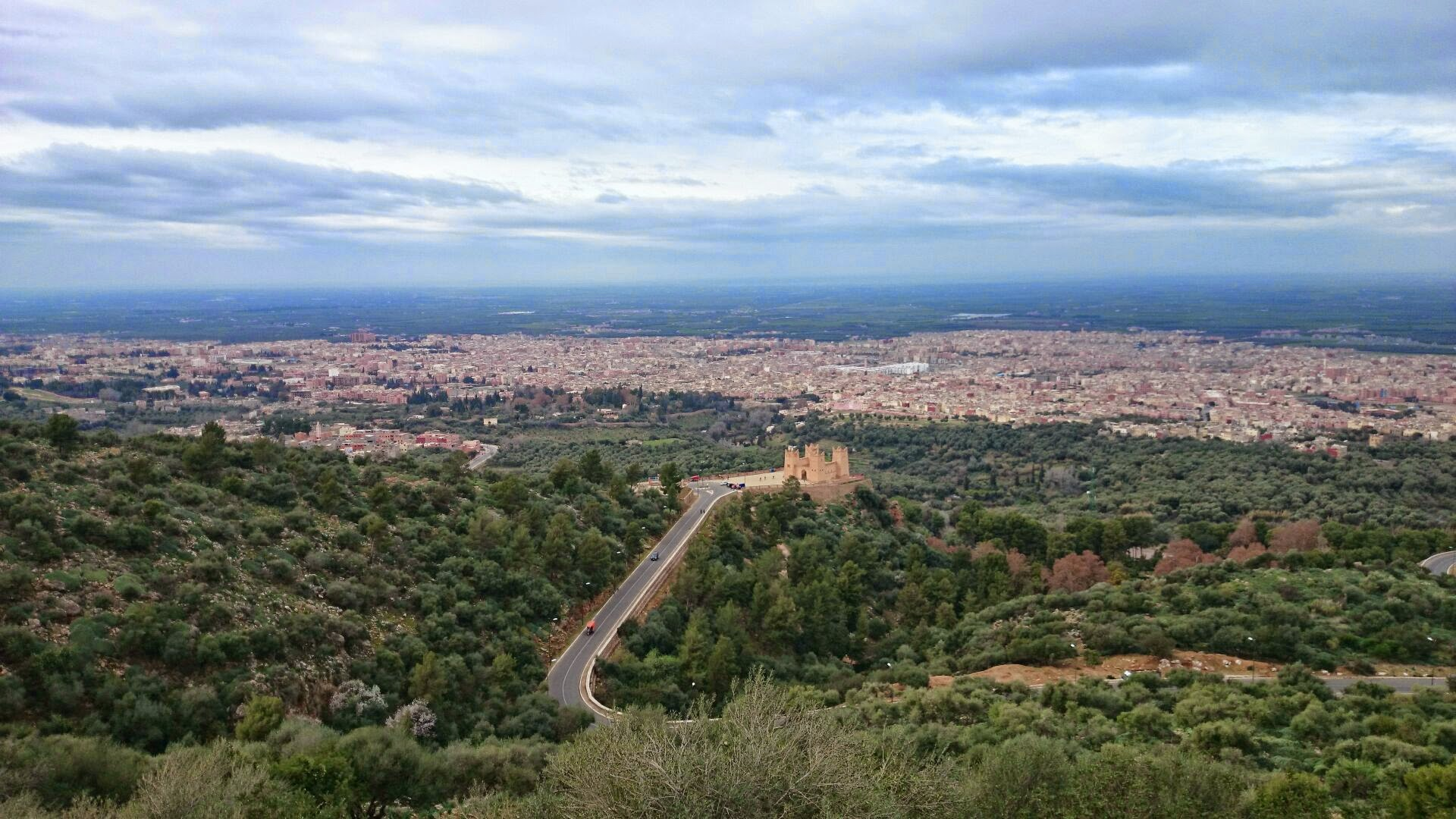
Vista della città dalle colline, con la Kasbah Bel Kouch in primo piano.

Beni Mellal si trova tra i 480 e i 620 m.s.l.m, ai piedi del Medio Atlante e dell'Alto Atlante. La città è dominata dal monte Tassemit (dal berbero: "montagna del freddo") a sud-est, che culmina a 2.240 m di altitudine, e dal djebel Ghenyen, a sud, che culmina a 2.411 m di altitudine. Entrambe le cime sono solitamente ricoperte di neve da novembre ad aprile. Lei è delimitata a nord dal wadi Daï, un piccolo affluente dell'Oum Er-Rbia, che anticamente dava il nome alla città. È anche la città principale di Tadla, sebbene si trovi nella zona dalle pendici (dir), ai margini della pianura.

### Clima
Béni Mellal è caratterizzata da un clima continentale e la quantità di precipitazioni varia tra 350 e 650 mm a seconda dell'anno. Le gelate non sono rare in inverno; nel gennaio 2005 sono stati registrati -6 °C. L'estate è molto calda a causa dei venti brucianti da sud-ovest-est (Scirocco) che portano il termometro sopra i 40 °C (47 °C nel luglio 2007), le ondate di calore che a volte sfociano in violente tempeste che raffreddano il terreno, soprattutto nelle zone montuose.
| BÉNI MELLAL         | Mesi | Mesi | Mesi | Mesi | Mesi | Mesi | Mesi | Mesi | Mesi | Mesi | Mesi | Mesi | Anno |
| BÉNI MELLAL         | Gen  | Feb  | Mar  | Apr  | Mag  | Giu  | Lug  | Ago  | Set  | Ott  | Nov  | Dic  | Anno |
| ------------------- | ---- | ---- | ---- | ---- | ---- | ---- | ---- | ---- | ---- | ---- | ---- | ---- | ---- |
| T. max. media (°C)  | 17,4 | 19,0 | 21,9 | 24,8 | 27,9 | 32,5 | 36,7 | 36,3 | 32,2 | 27,4 | 21,7 | 18,2 | 26,3 |
| T. media (°C)       | 10,5 | 11,8 | 14,5 | 16,8 | 19,4 | 23,4 | 26,7 | 26,5 | 23,7 | 19,6 | 15,0 | 11,4 | 18,3 |
| T. min. media (°C)  | 3,6  | 4,6  | 7,1  | 8,9  | 10,9 | 14,4 | 16,7 | 16,8 | 15,2 | 11,9 | 8,4  | 4,6  | 10,3 |
| Precipitazioni (mm) | 48   | 69   | 79   | 62   | 33   | 12   | 1    | 4    | 7    | 39   | 71   | 68   | 493  |

## Etimologia
Il nome Béni Mellal è composto da due parole, béni (bani in arabo), che significa "figlio", il suo equivalente berbero è aït (ayt), e mellal, una parola amazigh che significa "bianco" e che si riferisce alle montagne innevate della città durante l'inverno.

## Storia

### Medioevo
Durante il Medioevo, Béni Mellal era chiamata "Ḥiṣn Day", da hisn (ḥuṣn), fortificazione in arabo, e Day, scritto anche Daï, un piccolo affluente dell'Oum Er-Rbia che scorreva non lontano dalla città e ne irrigava i frutteti. Nei trattati geografici medievali è talvolta nota anche come Madīnat Tādla, la città di Tadla, sebbene questo nome sia fonte di confusione, poiché veniva usato anche per designare la vicina città di Kasba Tadla. Come molte città del Dir (colline pedemontane) dell'Alto e Medio Atlante, Beni Mellal è una città antica, probabilmente preislamica, sebbene finora nessun dato archeologico abbia confermato questa intuizione.
Quando Idris I conquistò Tadla nel 789, vi trovò solo un piccolo numero di musulmani; la maggior parte della popolazione era ancora ebrea o cristiana. Nell'XI secolo, il geografo andaluso al-Bakri descrisse Hisn Day in questi termini:
(Abu 'Ubayd al-Bakrī, Kitāb al masālik wa-l-mamālik.)
Il secolo successivo, il geografo al-Idrisi scrisse in Nuzhat al-mushtāq:
(Al-Idrīsī, Kitāb nuzhat al-mushtāq fī ikhtirāq al-āfāq)
Nel XIV secolo, il geografo al-Himyari scrisse nel suo trattato geografico e storico Kitab al-Rawd al Mi'tar:
(Muḥammad b. ‘Abd al-Munīm al-Ḥimyārī, Kitāb al-rawḍ al-mi‘ṭār fī ḫabar al-aqṭār)
La città di Béni Mellal presenta una caratteristica unica tra le città marocchine. Gli edifici sono stati costruiti su grotte. Due ipotesi coesistono sull'origine di queste caverne sotterranee. La prima è che queste cavità siano state scavate dall'erosione e dal flusso delle acque sotterranee. La seconda propende per un'origine umana. Queste cavità furono apparentemente scavate per servire da rifugio agli abitanti durante i periodi di insicurezza, numerosi nel Tadla. Oggi, queste cavità sono problematiche e sono la causa di numerosi crolli nella medina.

### Età moderna
Tra la fine del Medioevo e l'inizio dell'età moderna, le invasioni ilaliane e i disordini che ne derivarono ebbero un impatto negativo sul sistema urbano della regione. Le città furono distrutte e ricostruite, altre scomparvero e nuove città furono costruite sulle loro rovine. Così, nel Medioevo, la città di Tadla fu la metropoli che diede il nome all'intera provincia.
Situata sulla strada tra le due capitali imperiali del paese, Fès e Marrakech, Béni Mellal è stata spesso al centro dell'attenzione dei Makhzen. Ma poiché la regione era spesso in rivolta sotto i Sa'diani e gli Alawidi, la strada aggirava principalmente Tadla e Béni Mellal, passando per Rabat e la regione atlantica. Fu nell'ambito di uno sforzo militare per sottomettere Tadla che il sultano Mulay Isma'il dotò la città di bastioni nel 1688. La città fortificata è dominata da un castello molto famoso, arroccato su una collina, una kasbah berbera di tipo tighremt, costruita in adobe.
Un secolo prima, nel XVI secolo, un chilometro a est di Daï, in una città vicina (antica perché si dice che ospitasse un minareto del periodo almoravide), il mistico sufi Sidi Ahmed ben Qacem Soumai fondò un'importante zawiya nella regione, ancora oggi attiva. Attorno a questa zawiya, il quartiere di Soumâa costituisce l'altro nucleo storico di Béni Mellal. Dalla fusione di Daï, ora fortificata, e di Soumâa, Béni Mellal nacque gradualmente.

### XIX secolo
Nel XIX secolo, la città vecchia subì un restauro. Nel settembre del 1883, l'esploratore francese Charles de Foucauld contò tremila abitanti nella città, il 10% dei quali erano ebrei residenti nella mellah. Descrisse una città i cui edifici erano tutti fatti di adobe e dove le case non superavano un piano. Notò anche che la città non aveva minareti e che le mura della kasbah stavano cadendo in rovina.
Nel marzo del 1883, il sultano Mulay Ḥasan invase Tadla alla testa di un esercito e si preparò a conquistare la città. Ecco il racconto di Charles de Foucauld:

## Monumenti e luoghi d'interesse

### Architetture civili

#### Kasbah Ras el Ain

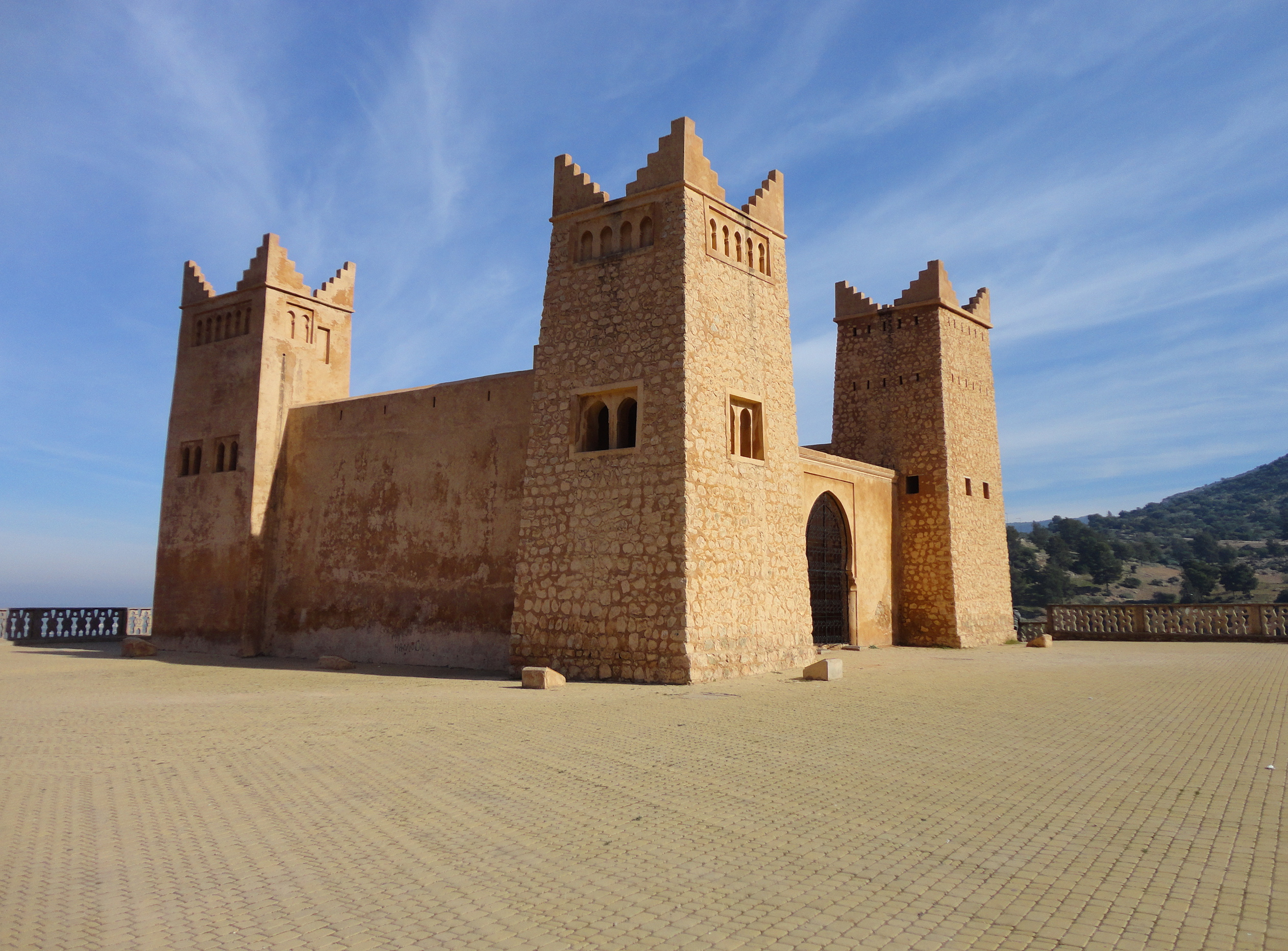

La Kasbah di Beni Mellal, conosciuta anche come Kasbah Ras el Ain, è una storica fortezza situata su una collina che domina la città e l’intera pianura di Tadla. Costruita nel 1688 per ordine del sultano Mulay Isma'il, rientrava nel vasto progetto di fortificazione del Marocco centrale, volto a consolidare il controllo della regione e a proteggere le rotte commerciali. Il suo nome significa "la testa della sorgente", in riferimento alla vicina sorgente Aïn Asserdoun, una delle più importanti fonti d'acqua della città.
L’architettura segue lo stile tradizionale delle fortificazioni marocchine dell’epoca. La struttura è imponente, con mura spesse costruite in pietra e argilla, materiali tipici utilizzati nelle costruzioni difensive del XVII secolo. La pianta è di forma quadrata, con torri angolari merlate che rafforzavano la sua funzione di avamposto militare. Il complesso era concepito non solo per scopi difensivi, ma anche come residenza fortificata per le autorità locali e come punto strategico per il controllo della regione.

## Società
Dall'indipendenza, Béni Mellal ha conosciuto una rapida crescita, con la sua popolazione quintuplicata dal 1960. Il capoluogo della regione del Tadla-Azilal, divenuta regione del Béni Mellal-Khénifra nel 2014, è stato oggetto di un massiccio esodo rurale dalla pianura del Tadla e, in misura minore, dalle regioni montuose dell'Alto Atlante centrale. A causa della significativa emigrazione di uomini in età lavorativa (sia a livello nazionale che europeo), il rapporto maschi-femmine è particolarmente basso. Nel 2014, il tasso di occupazione della popolazione del comune di Béni Mellal era del 46,6% (72,7% per gli uomini, contro il 22,9% per le donne). Il tasso di povertà era dell'1,5% della popolazione e il tasso di vulnerabilità era del 6,34%.

### Comunità ebraica
La città è stata storicamente sede di una cospicua comunità ebraica, che contava 1914 membri nel 1936, emigrata in massa verso Israele e Francia negli anni 1950 e 1960.

### Evoluzione demografica
Abitanti censiti:

### Lingue e dialetti
L'immigrazione ha generato la presenza in città di una cospicua comunità berberofona, componente il 75,3% della popolazione; inoltre, a causa della forte immigrazione in Italia, un buon numero di Mellali parla italiano.

## Suddivisioni amministrative

### Soumâa
Situato a un chilometro a est della kasba, il quartiere di Soumâa costituisce l'altro nucleo storico della città. Costruito su una collina, è anch'esso patrimonio nazionale. Si articola attorno alla Zaouia di Sidi Ahmed ben Qacem, un santo sufi del XVI secolo. La zawiya ha svolto un ruolo importante nella vita religiosa regionale durante i periodi sa'diani e alawidi. Il minareto della moschea di Soumâa risale all'epoca almoravide ed è stato restaurato nel 1999.

### Centro città
Il moderno centro di Béni Mellal si trova a nord-ovest della medina. Le strade principali del centro città sono i viali (avenues) Mohammed V, Hasan II, Ibn Khaldun, Shawqi e Al-Mutanabbi. A differenza della città vecchia, dove gli edifici sono prevalentemente bianchi, gli edifici del centro moderno sono rossi, simili a quelli di Marrakech. Predominano gli edifici di media altezza.

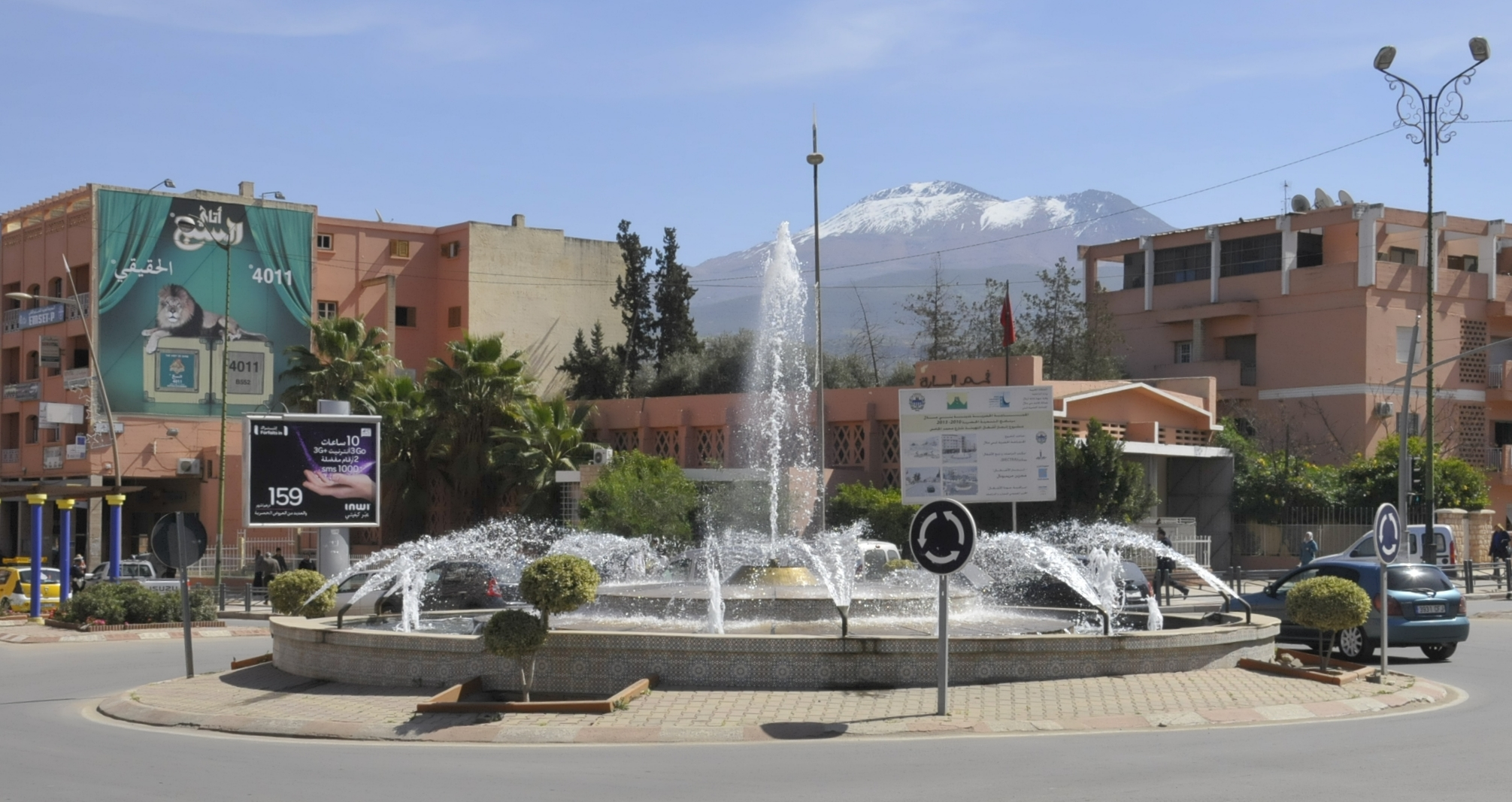
Incrocio di Avenue Mohammed V con il Tassemit sullo sfondo

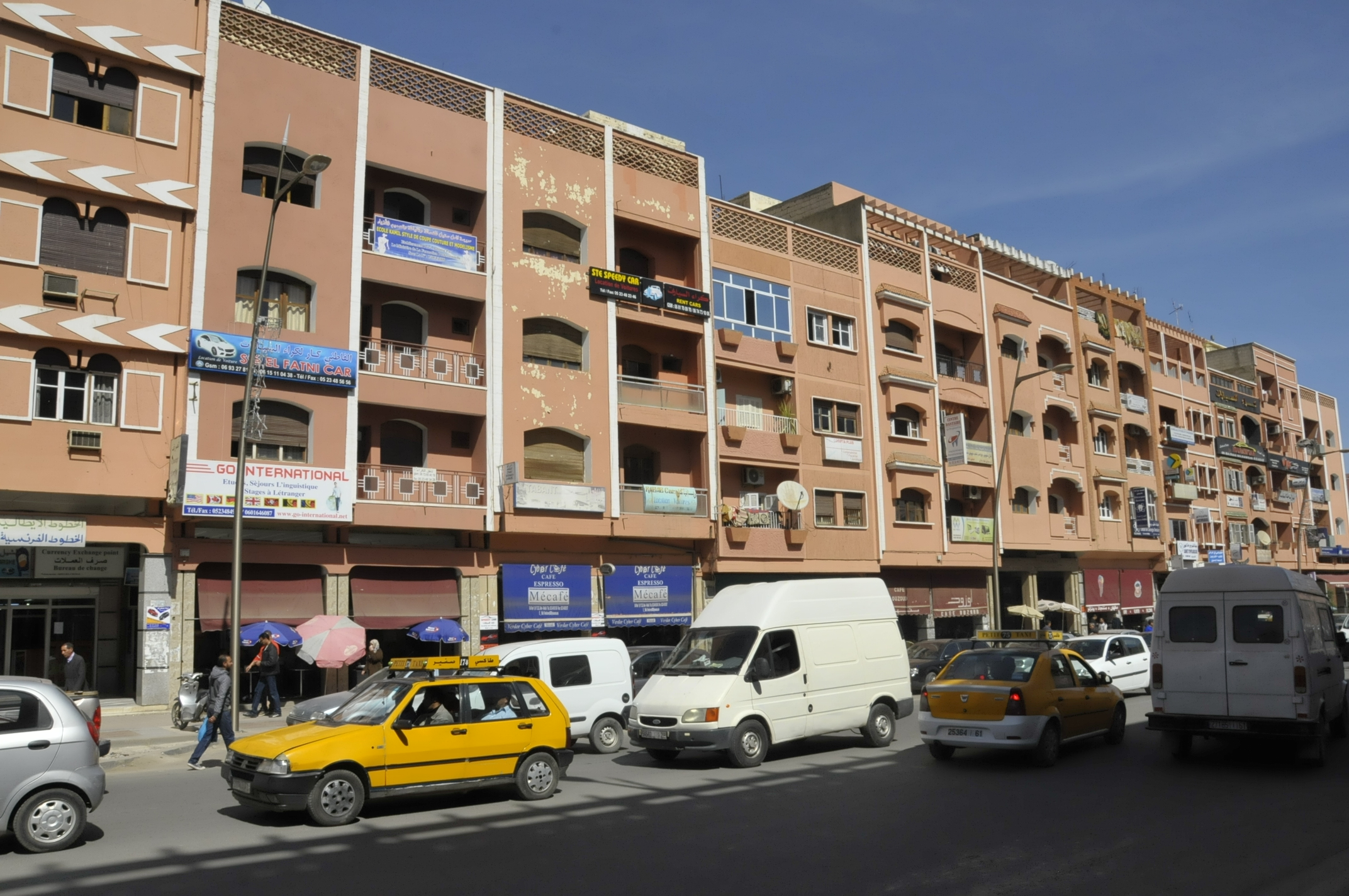
Avenue Mohammed V

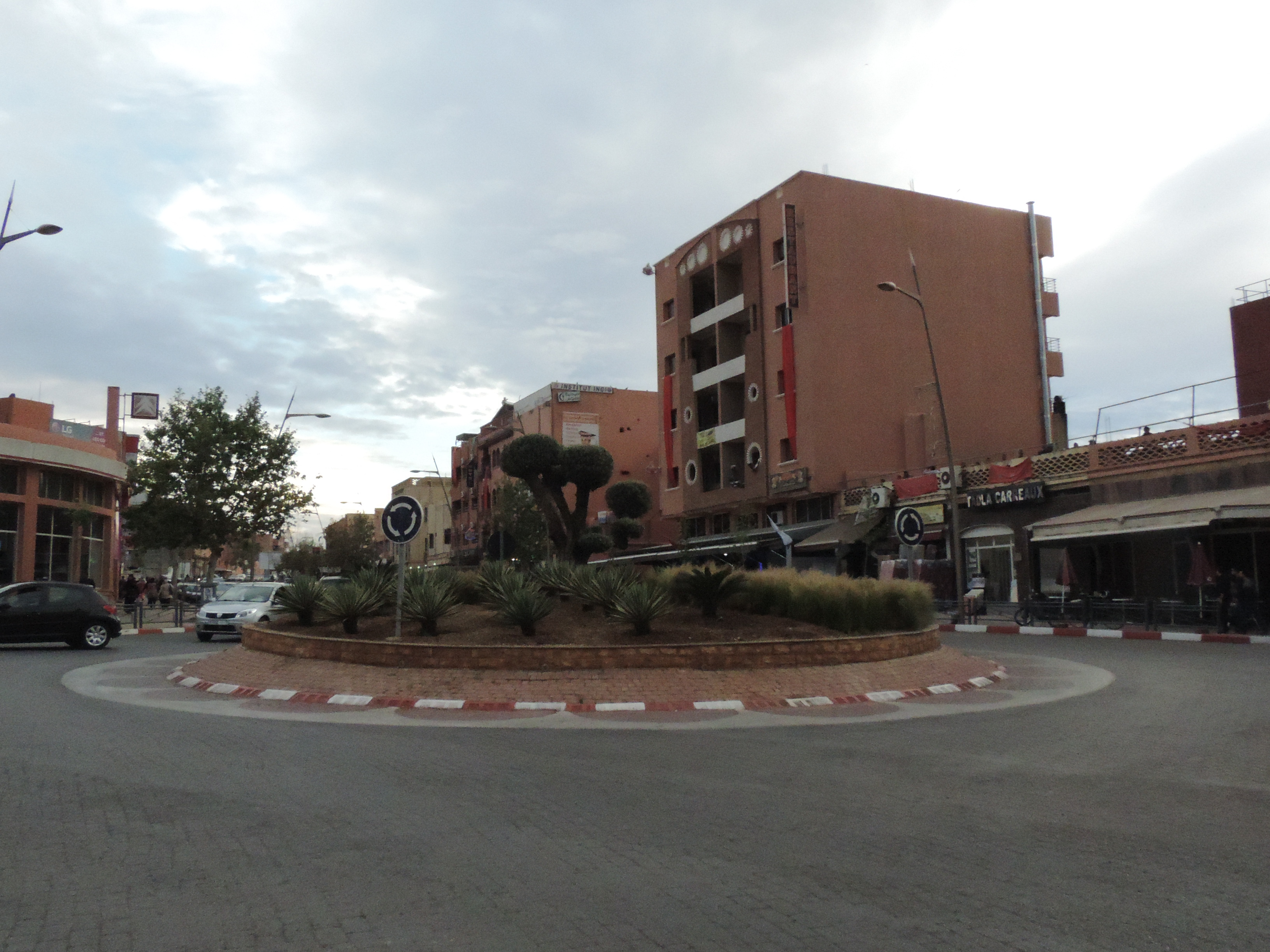
Crocevia del centro città

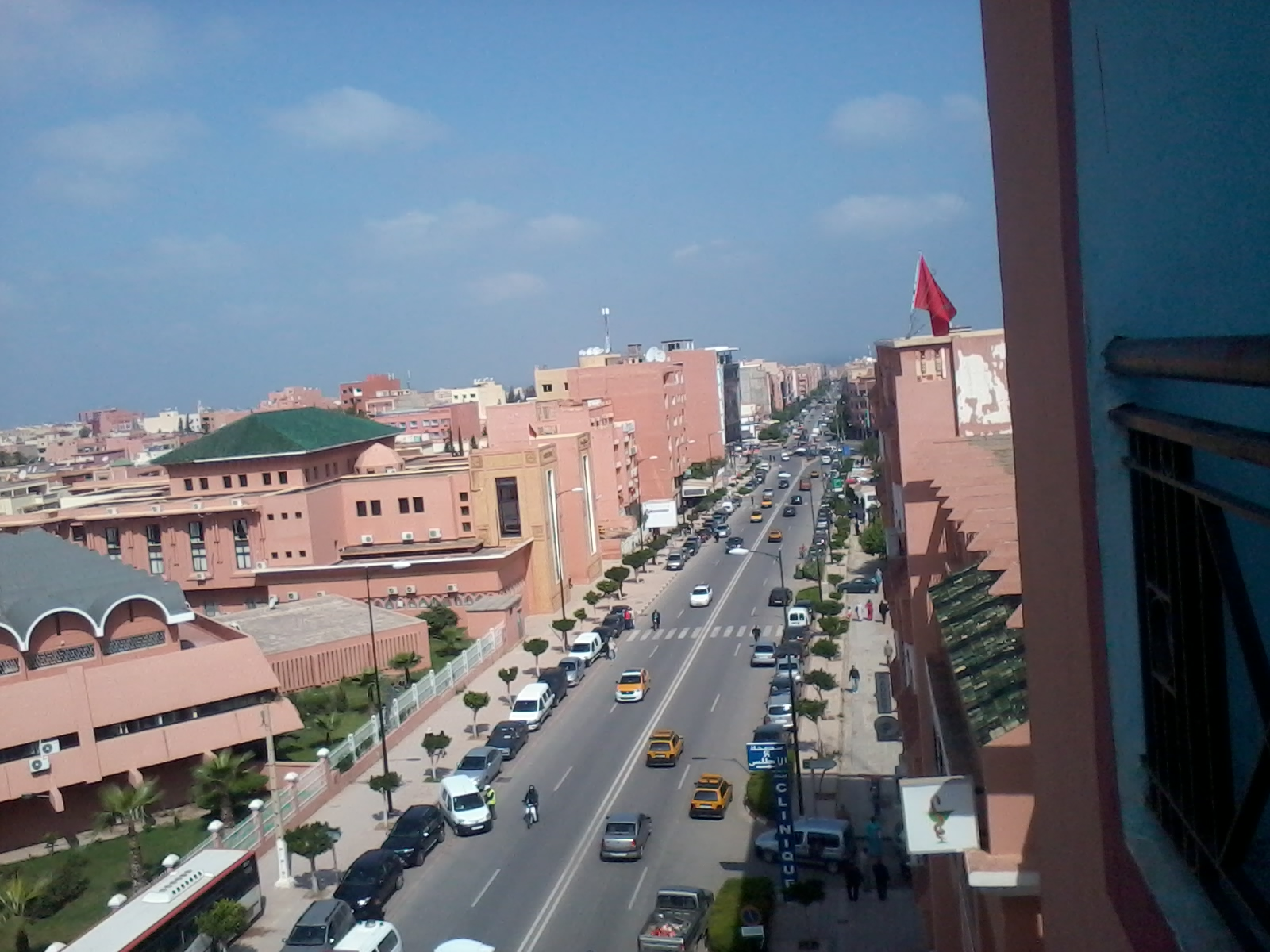
Tribunale di primo grado e Clinica al-Atlas, Viale Hassan II

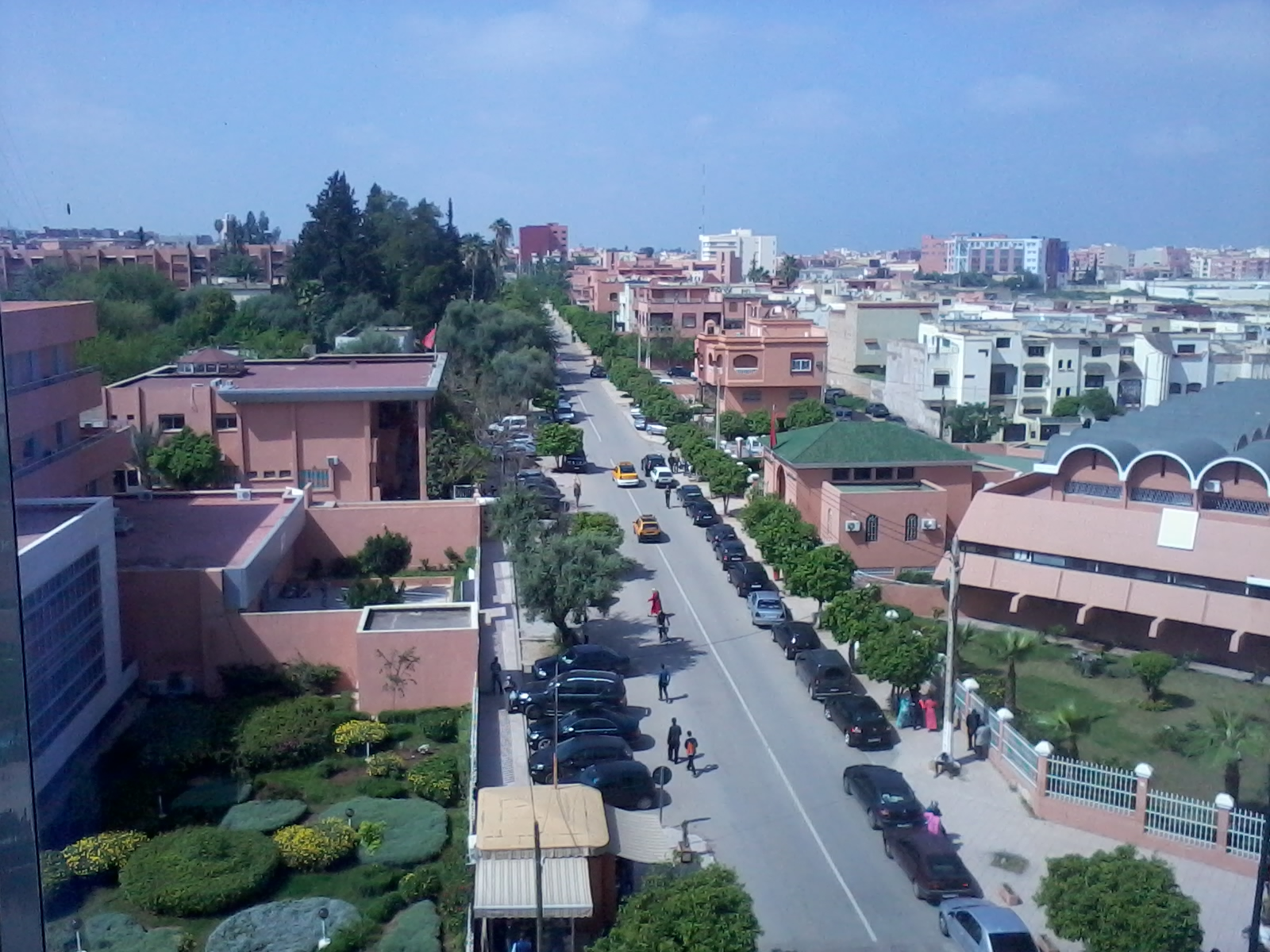
Il tribunale di primo grado

### Quartieri residenziali

#### Ovest
Beni Mellal ha molti quartieri residenziali. Tra quelli nel centro città ci sono i quartieri di al-Ouafae, al-Adarissa, al-Amria Charaf, Safae, Ghita, Oulad Hamdane e 3 Mars. Nella periferia occidentale della città si trovano il vasto quartiere di Riad Salam, il douar di Aït Tislit e il douar di Oulad Ayad.

#### Nord
Nella parte centro-settentrionale della città si trovano i quartieri di Kastor ed El Houda. Lungo la N8 si trovano la stazione degli autobus e l'ipermercato Marjane. Oltre questo asse si trovano i quartieri di Atlas e Massira 2.

#### Est

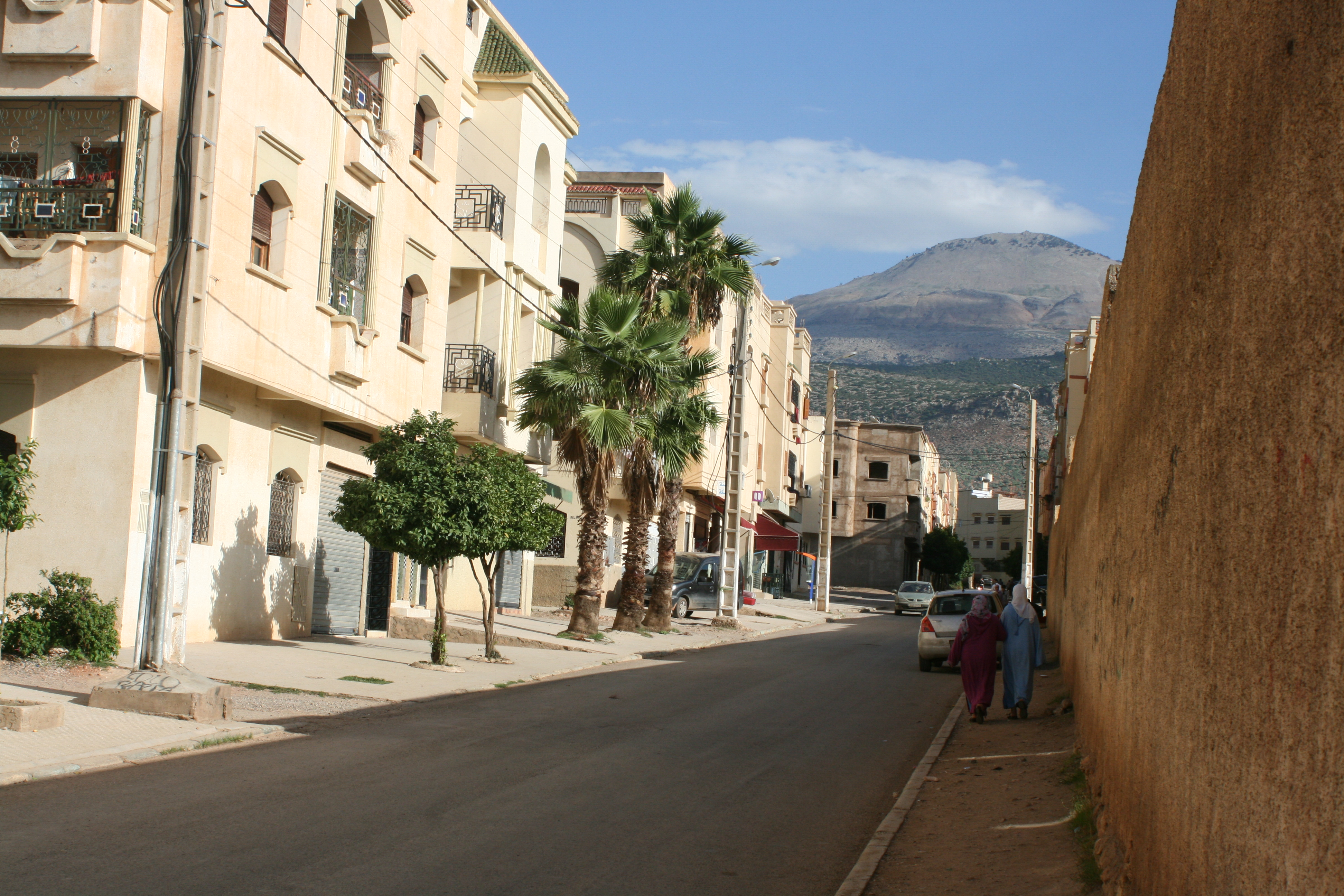
Strada nel quartiere di Oum Dahr

Immediatamente a est della kasba, verso Soumâa, si trovano i quartieri di Bab Ftouh, Rmila e Saâda. Da Soumâa si estendono i quartieri operai di Biyad Soumâa e Bouâchouch. A nord-est della città si trovano i grandi quartieri residenziali di Taqadoum e Oum Dahr, così come il più piccolo Massira I.

#### Sud
A sud della kasba, nella zona collinare, si trovano l'ospedale provinciale, la wilaya e la sede provinciale, nonché il parco pubblico di Tamegnout (o parco della wilaya). Nelle vicinanze si trovano i quartieri di Miftah e Dcheira e l'ipermercato Carrefour Market. A sud-ovest si trovano i quartieri di Jnan Taher e il vasto douar di Ourbii. A sud-est della kasbah si trovano i quartieri di Asfat Serhani e Mdioula e la collina di Dar Dbah. Più a sud-est si trova il douar di Aïn Ghazi, vicino all'omonima sorgente.

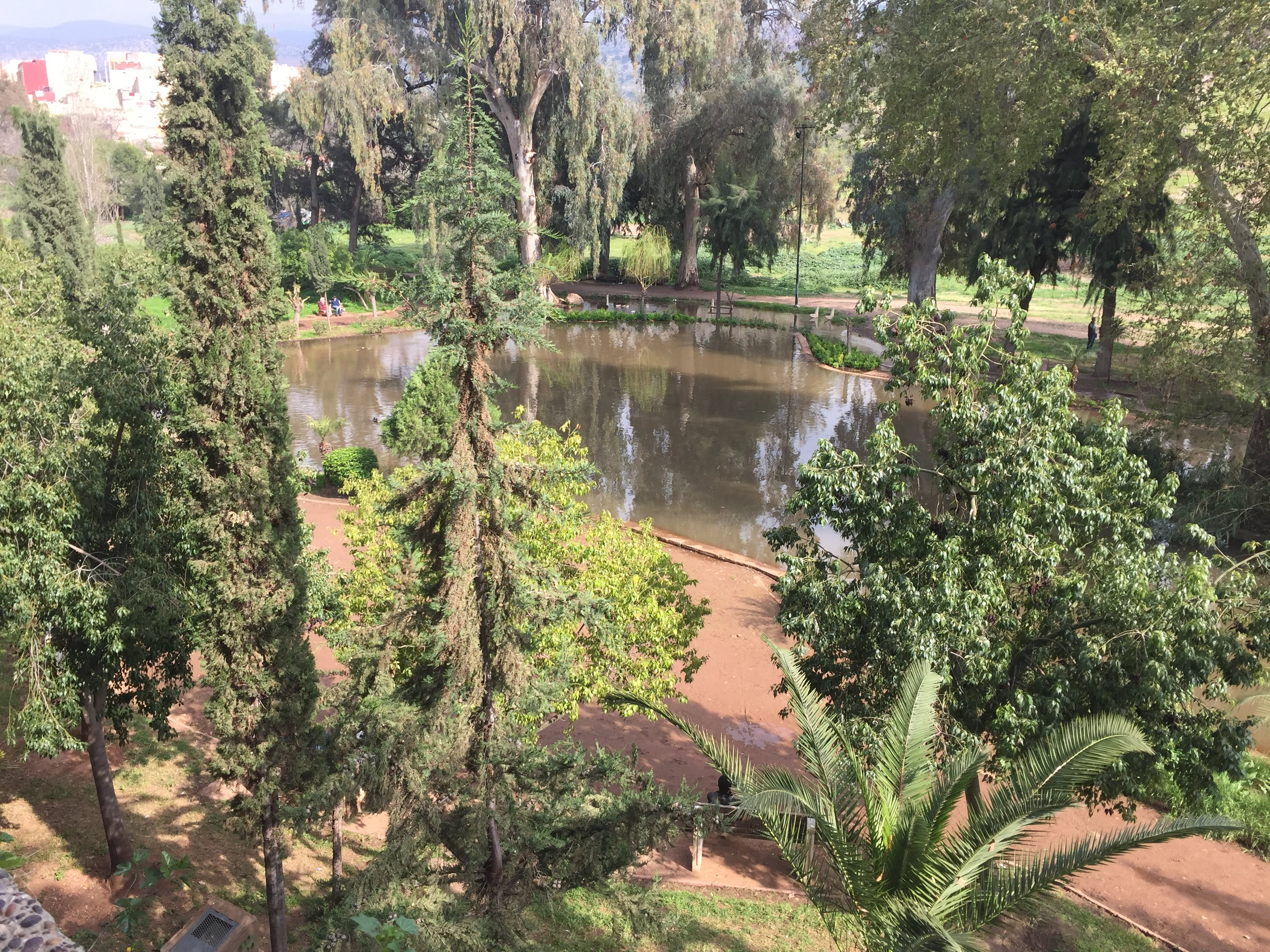
Giardino della wilaya

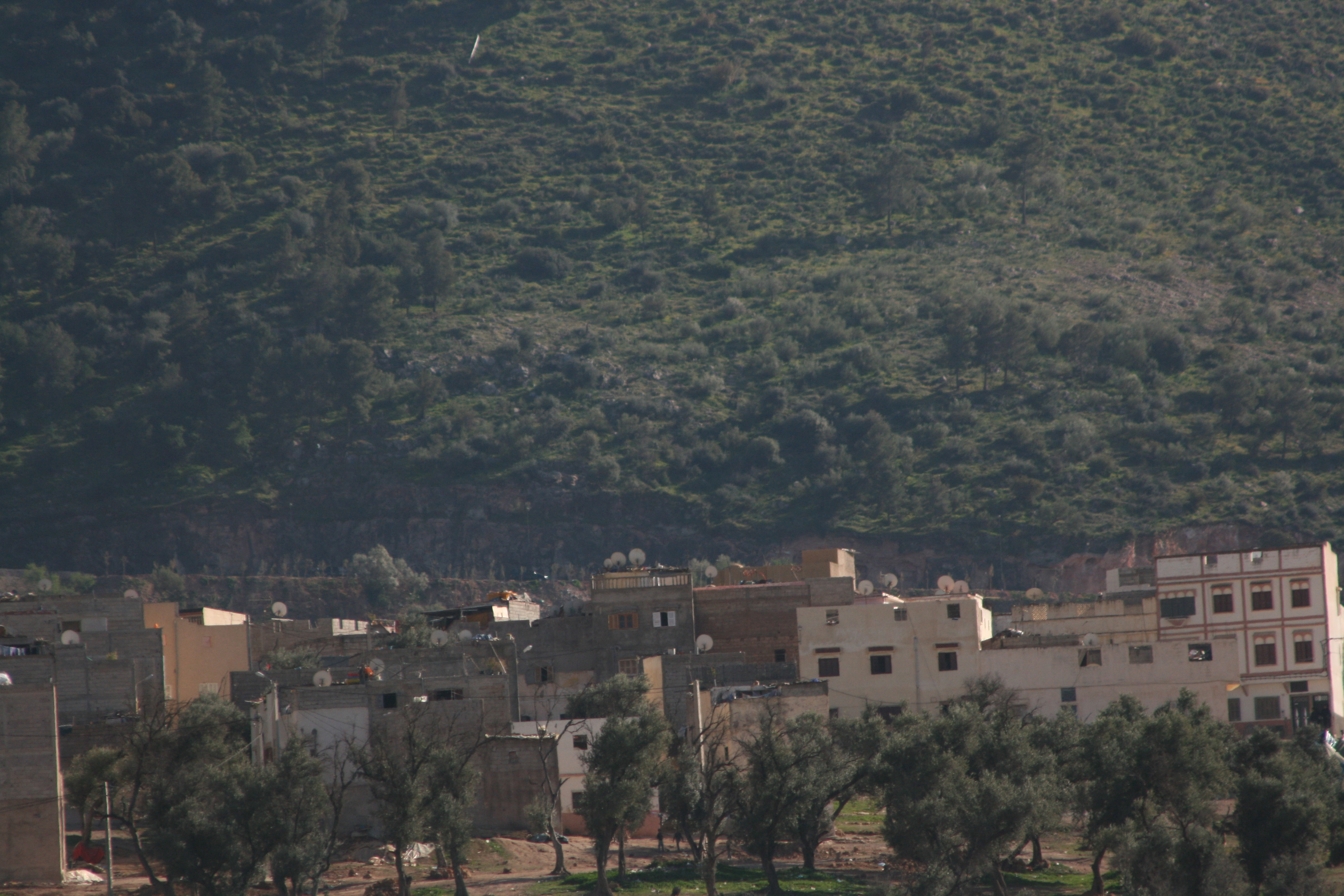
Collina di Bab Dbah

## Ain Asserdoune, il parco naturale

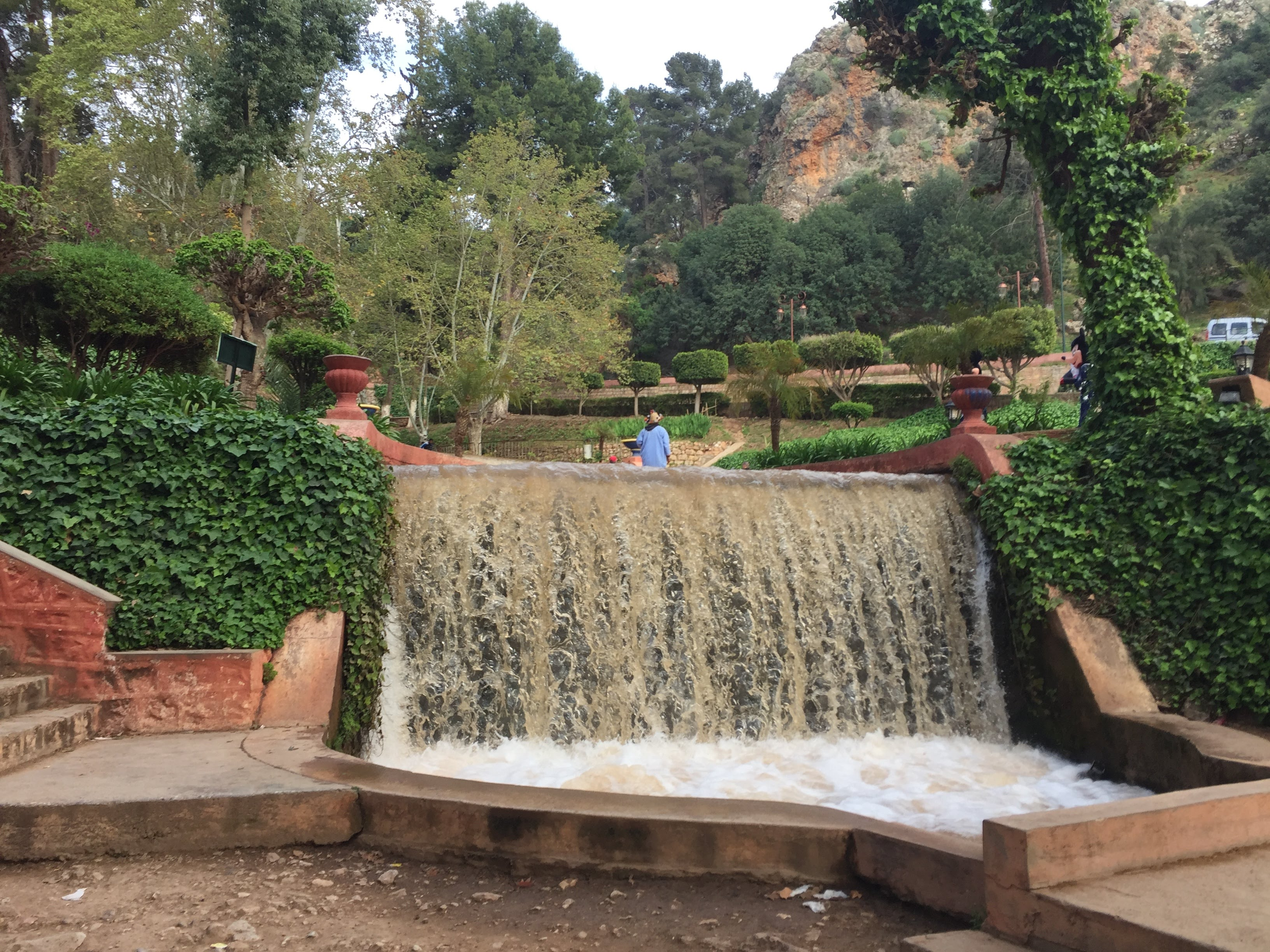
La cascata

Ain Asserdoune, è una grande fonte d'acqua potabile che è stata classificata come patrimonio nazionale nel 1947.  È un’attrazione per gli abitanti di Béni Mellal-Khénifra (considerate le alte temperature) e nelle sue vicinanze, quando il caldo aumenta durante la stagione estiva, il clima diventa fresco grazie all'acqua delle cascate che scorrono in modo permanente.

## La storia dell'acqua delle cascate (guarda sopra)
Inizia con un uomo che lavorava la lana con sua moglie ogni giorno sulla riva del fiume, solo per scoprire poi che la corrente dell'acqua aveva portato via gran parte della lana. Un giorno ritrovandosi a Ain Asserdoune ritrovò la lana nell'acqua. Così capì che la fonte d'acqua arrivava dal posto in cui lavava la lana. Chiuse la fonte, chiedendo agli abitanti una ricompensa in cambio per riaprire la sorgente. La situazione si ripeté tante volte. Finché gli abitanti, stanchi di questa situazione, decisero di ucciderlo.

## Clima
Il clima di Beni Mellal è più temperato in primavera ed autunno. In primavera uno spettacolo aggiuntivo è dato dalla cornice lontana ma incombente delle cime della catena dell'Atlante, solitamente ancora ricoperte di neve.

## Infrastrutture e trasporti
Beni Mellal si trova lungo la strada nazionale 8 che si snoda parallela alla catena dell'Atlante. I tempi di percorrenza da Marrakech e da Casablanca sono di circa tre ore mentre ne occorrono circa quattro se si giunge dalle altre tre città imperiali (Rabat, Meknès e Fès).

## Galleria d'immagini

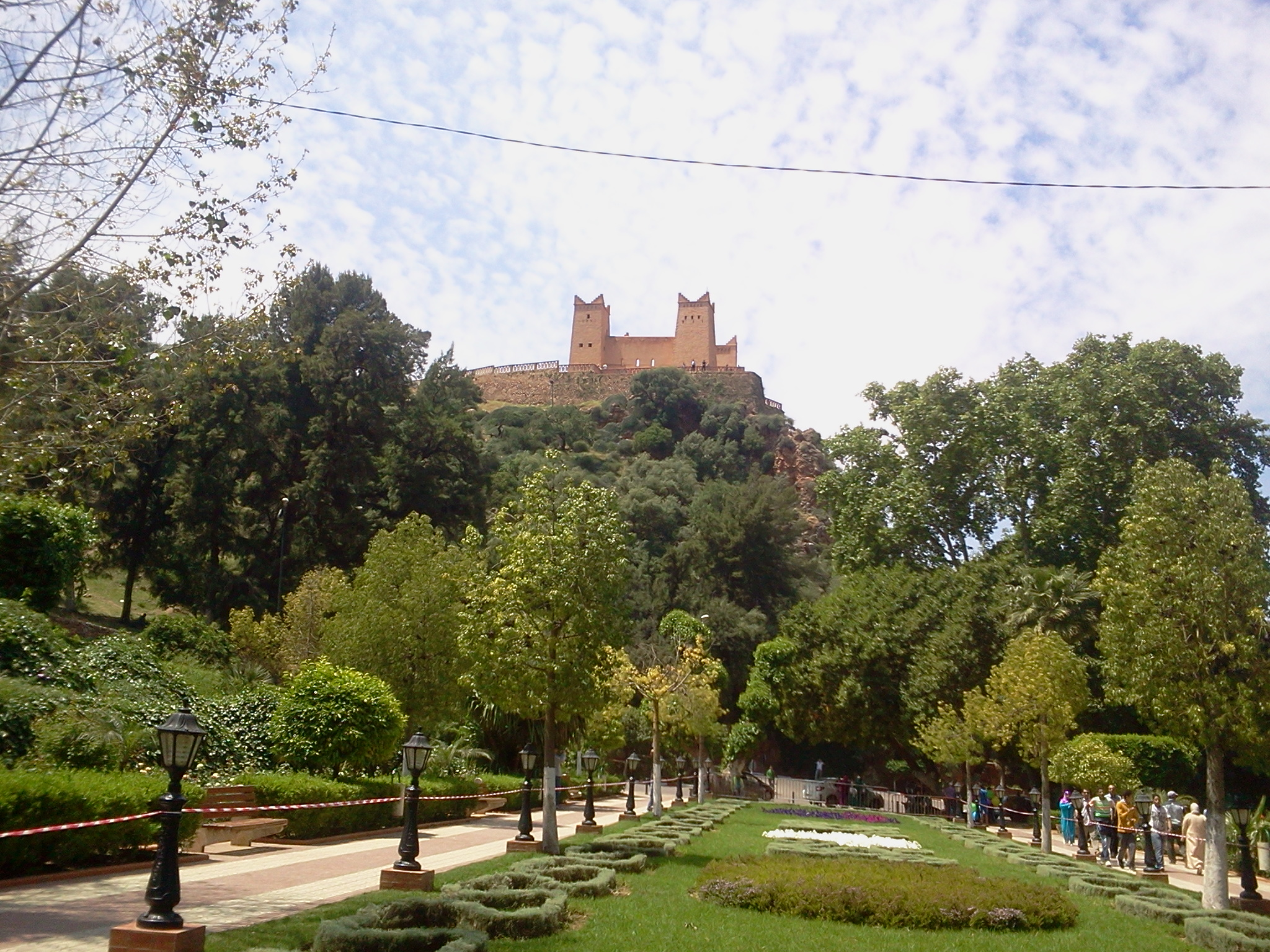
Parco e la Kasbah Ain Asserdoune
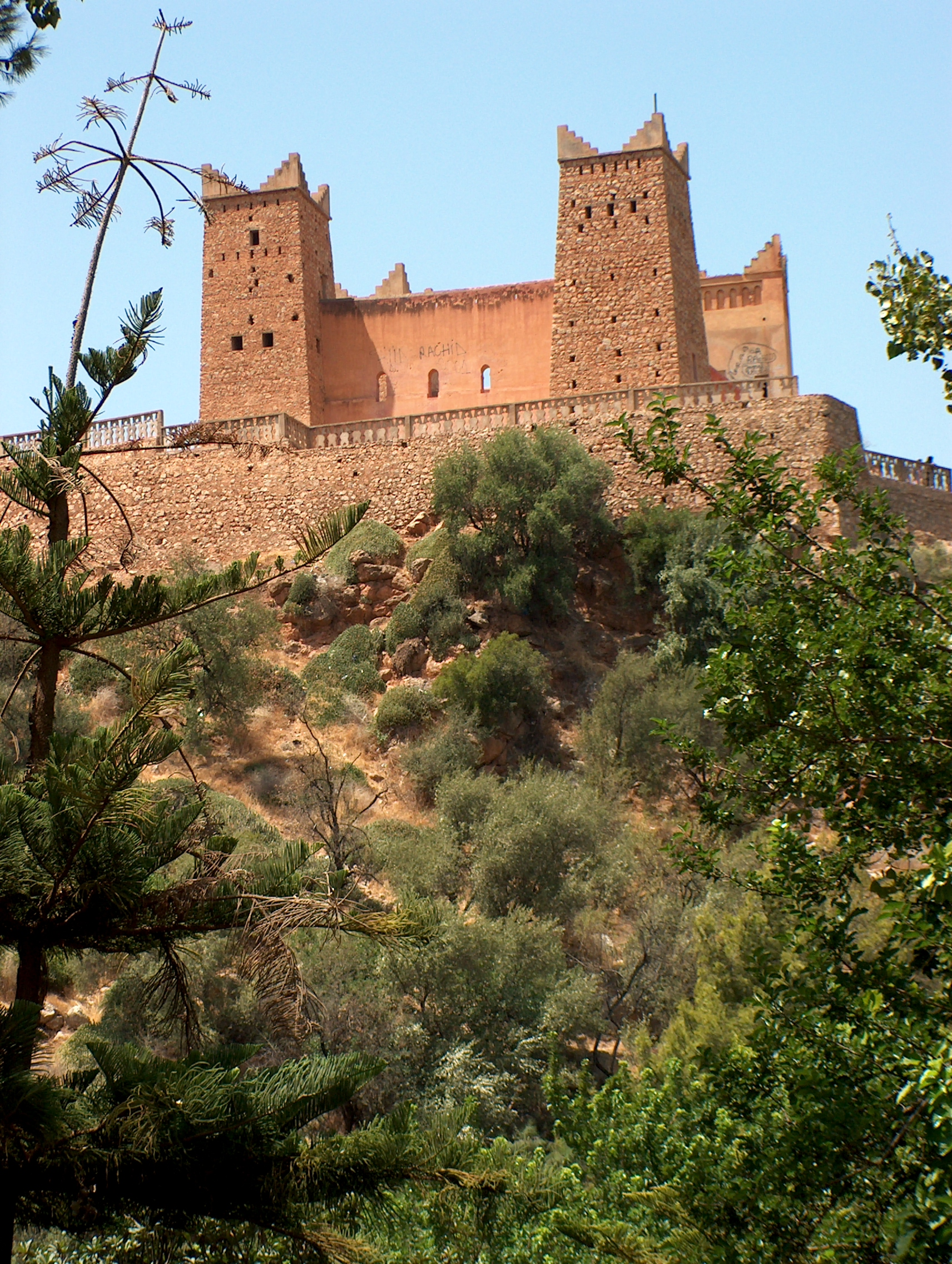
La Kasbah Ain Asserdoune
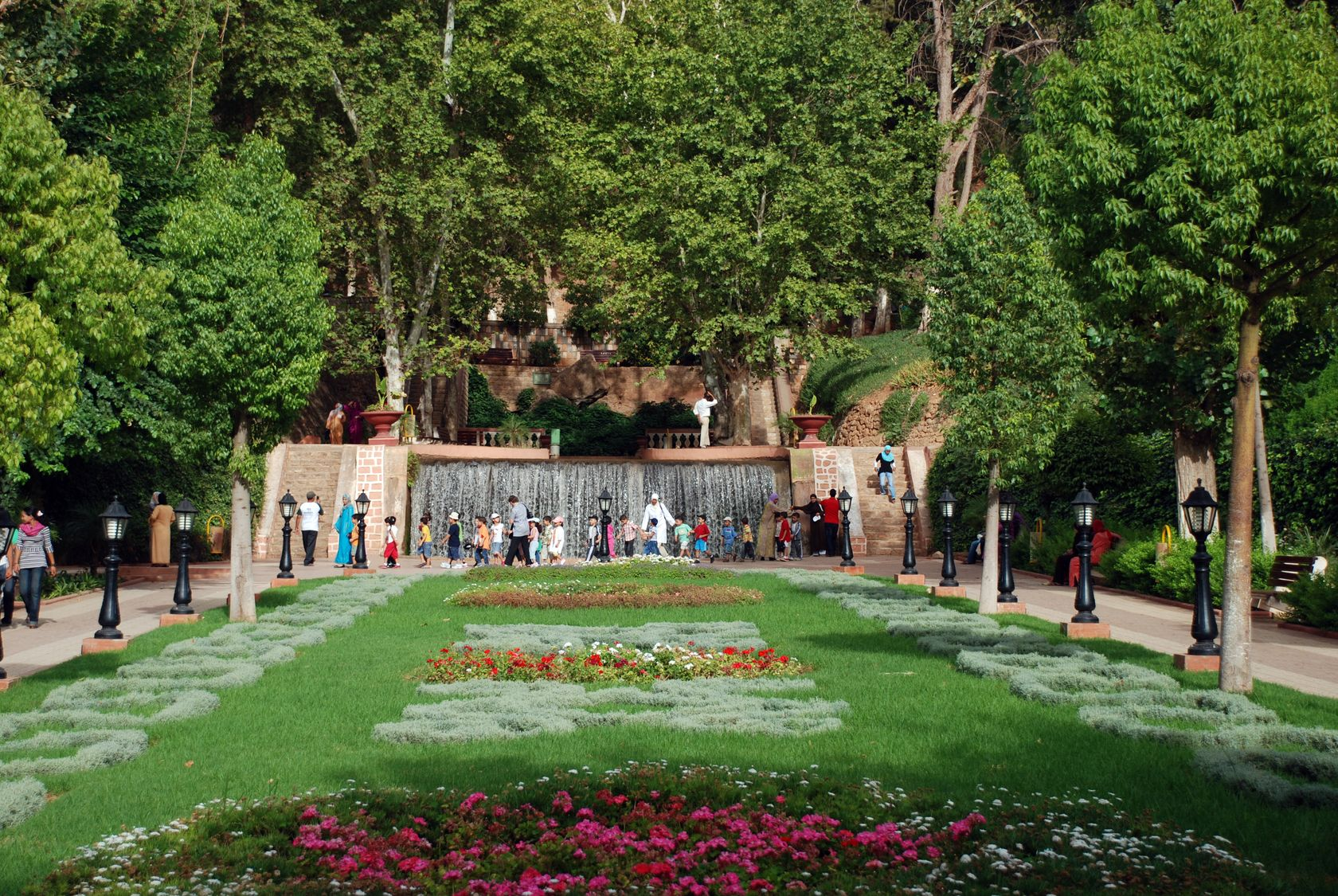
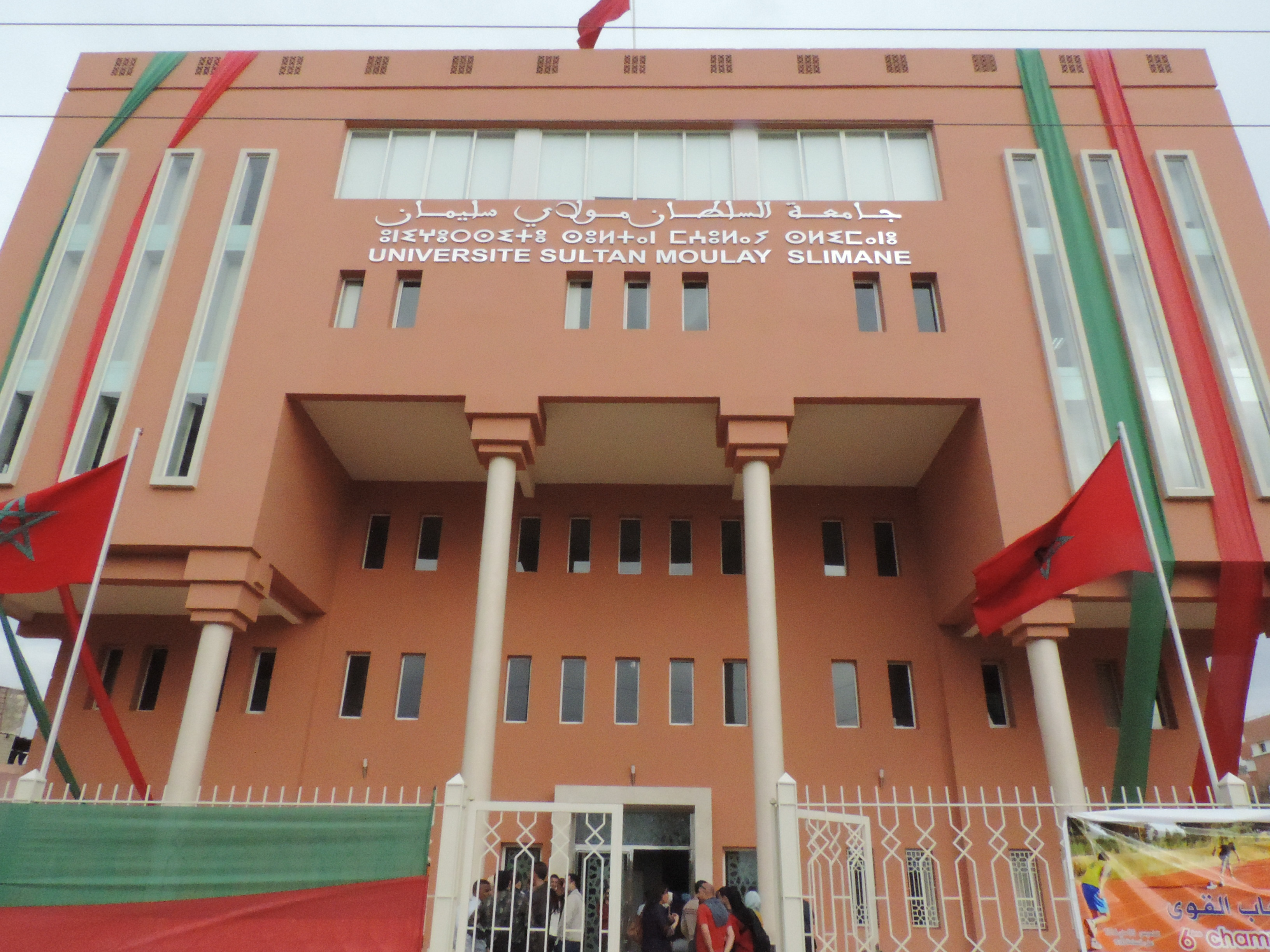
Università del Sultano Moulay Slimane